# Menoridade de Isabel II da Espanha

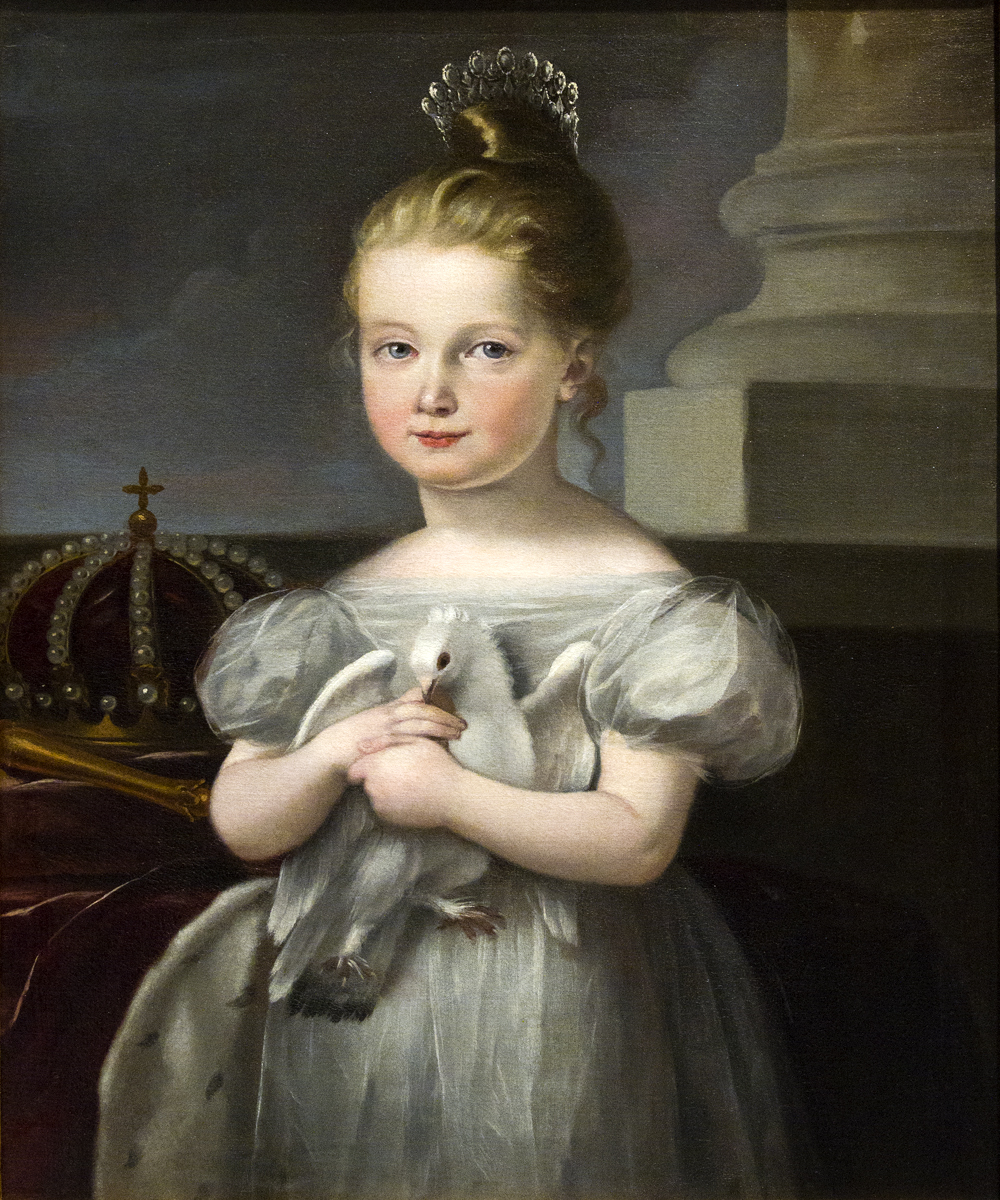
Isabel II, quando menina (autor desconhecido).

A Menoridade de Isabel II é o período da história de Espanha durante o qual Isabel II, à morte de seu pai Fernando VII, reinou baixo a instituição da regencia de sua mãe primeiro, María Cristina de Borbón e do general Baldomero Espartero depois, abarcando quase dez anos de seu reinado, desde o 19 de setembro 1833 até o 23 de julho de 1843, quando Isabel foi declarada maior de idade.
A morte de Fernando VII em 29 de setembro de 1833, sua esposa, María Cristina de Borbón, assumiu de imediato a regencia em nome de sua filha, Isabel II, e prometeu aos liberais uma política diferente à do falecido rei. Parte da sociedade espanhola estava expectante ante uma possível mudança no reinado que se iniciava e que incorporasse ao país os modelos de corte liberal que se desenvolviam em algumas nações de Europa. A Guerra Carlista e os confrontos entre os liberais do Partido moderado e os do Partido Progressista culminarão com a ascensão à Jefatura do Estado do general Baldomero Espartero enquanto dure a minoria de idade da futura rainha, Isabel II, num período convulso plagado de crises governamentais e instabilidade social.

## A situação na Europa
Na Grã-Bretanha, Guillermo IV inicia profundas reformas liberais e o Parlamento é o verdadeiro motor político da vida do país. Depois da derrota de Espanha na batalha de Trafalgar, a extensão do que será pouco mais tarde o Império britânico inicia seu andadura, sobretudo a partir de 1837 com a ascensão ao trono da Rainha Victoria. A democracia assenta-se no país como um modelo incuestionado.
No continente, dissolvida a Santa Aliança desde 1830, França tinha derrocado ao absolutismo com a queda de Carlos X e estabelecido uma monarquia constitucional na pessoa de Luis Felipe de Orleans, baixo cujo mandato se impulsiona a revolução industrial e a burguesía toma as riendas da economia nacional.
O absolutismo fica relegado a Prusia, Rússia e Áustria, conquanto no primeiro os impulsos de unificação com a União Aduaneira de Alemanha, alimentados pelos liberais, que não cessarão em obter sucessos parciais no terreno comercial, abrirão as fronteiras e tentarão avanços na nova sociedade preindustrial.

## A Primeira Guerra Carlista

A frente em seu momento álgido.

A morte de Fernando VII provoca uma série de levantamentos e a proclamação de Dom Carlos como rei. Os levantamentos estão liderados por militares absolutistas que tinham sido retirados do exército ou inclusive processados. O primeiro em alçar-se é Manuel Martín González, seguido por Verasategui, Santos Ladrão e Zumalacárregui. Inicia-se uma cruenta guerra civil caracterizada pela escassa localização geográfica, já que desenvolve-se em País Basco e Navarra e em alguns pequenos focos em Cataluña, Aragón e Valencia.

### Os bandos
A grandes rasgos pode-se definir esta Primeira Guerra Carlista como o médio para decidir a continuidade do Antigo Regime ou o triunfo do liberalismo. 
O carlismo defende o absolutismo. Entre suas bichas estão a baixa nobreza rural, o clero baixo vascão e camponeses bascos e navarros. Os carlistas unem-se baixo o grito de "Deus, Pátria e Fueros" (a defesa dos Fueros começa em 1834 por médio de uma imposição da Diputación de Vizcaya a Dom Carlos).
Os liberais estão liderados pela rainha regente María Cristina de Borbón. Num princípio são liberais moderados, mas mais adiante há também progressistas. Podem-se considerar liberais as classes médias ilustradas, que têm que acabar com o Antigo Regime.

### O desenvolvimento da Guerra
Os levantamentos carlistas de 1833 estão seguidos pela criação de juntas ou governos locais. Quando Dom Carlos volta a Espanha em 1834, tenta criar um governo com a Administração Central no País Basco e Navarra que converter-se-ia em governo nacional finalizada a Guerra. 
Os carlistas utilizaram a guerrilha por seu conhecimento do meio rural e porque as cidades são liberais. A Primeira Guerra Carlista é um confronto campo-cidade que tem três etapas, de dois anos a cada uma: 

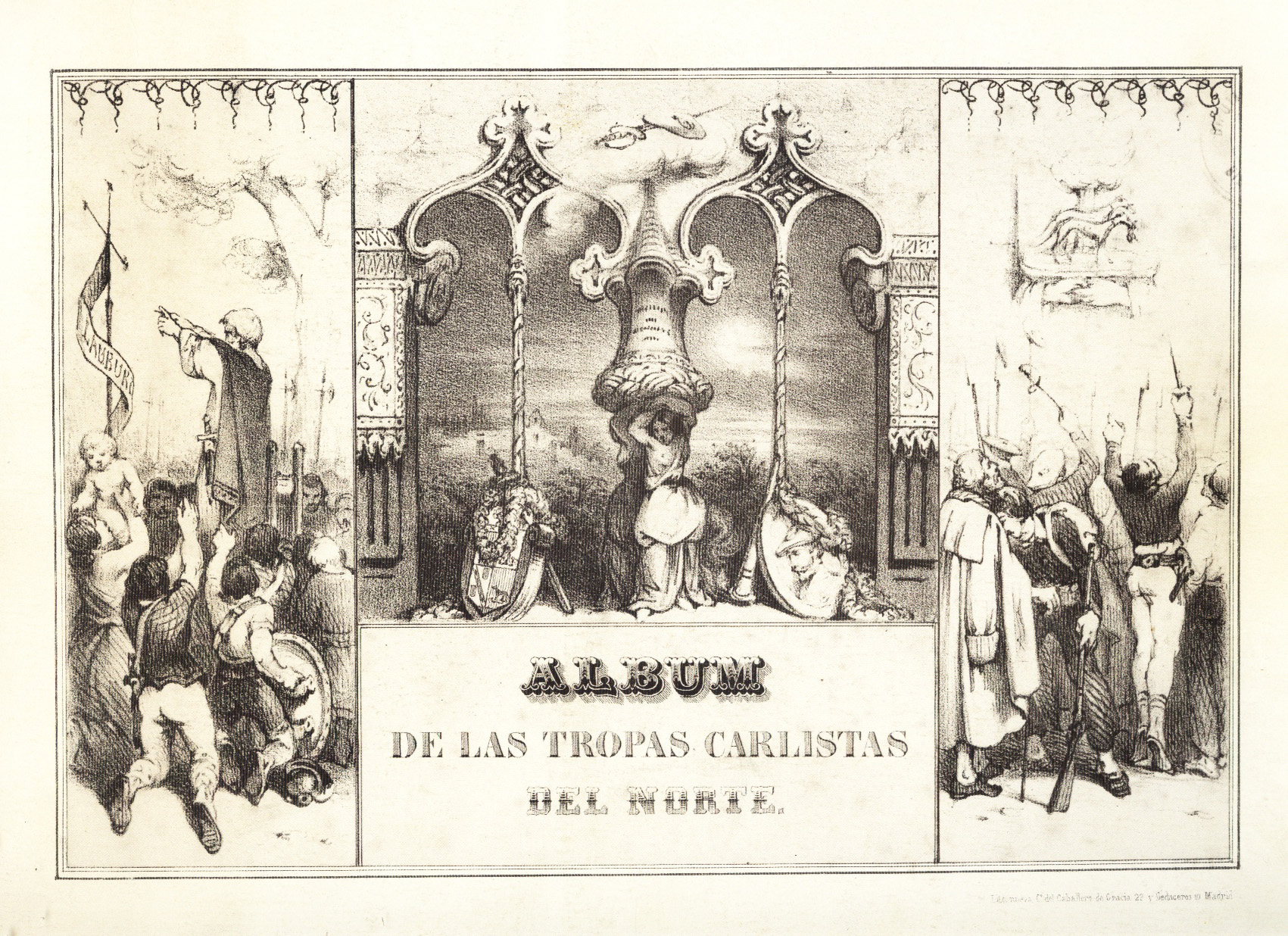
Álbum das tropas carlistas do norte.

- 1ª etapa (1833-1835): é dominada por Zumalacárregui, carlista. O exército liberal é mermado pela guerrilha, o que obriga a María Cristina a chamar a bichas aos progressistas. Dom Carlos propõe-se em 1835 o assalto de Bilbao, mas Zumalacárregui não apoia este plano porque sabe que a artilharia carlista não aguentaria um assédio. Ao final o assalto é um falhanço e Zumalacárregui morre.
- 2ª etapa (1835-1837): Zumalacárregui é substituído por Cabrera. Ambos bandos optam pelo controle. Luis Fernández de Córdoba, liberal, tenta criar uma linha de contenção para isolar aos carlistas, mas esta linha obrigaria a cobrir mais de 500 km, uma zona demasiado extensa. Os carlistas tentam aliviar a pressão em País Basco e Navarra com operações em Cataluña e Aragón, ainda que não o conseguem e o resto da Guerra só se livra em País Basco e Navarra.
- 3ª etapa (1837-1839): desde 1837 a Guerra já está praticamente decidida a favor dos liberais. Dentro do bando carlista surge uma divisão entre os que optam por se render e assinar a paz; e os intransigentes que querem seguir lutando. Ao final o general Maroto lembra com os liberais o Convênio de Vergara em agosto de 1839, o que põe fim à Guerra, ainda que Dom Carlos seguiria lutando uns meses mais. Além da paz, o acordo assegura a continuidade dos Fueros e permite a integração dos militares carlistas no exército regular real.

A personagem mais favorecida é o general Espartero, conhecido depois de sua vitória em Luchana como o "Espadón de Luchana". Consegue uma grande presença política e social e um título nobiliario que lhe converte em Grande de Espanha, e era Duque da Vitória. María Cristina reina até 1843, ano em que a princesa Isabel é nomeada maior de idade e começa a reinar com treze anos.

## A regência de María Cristina

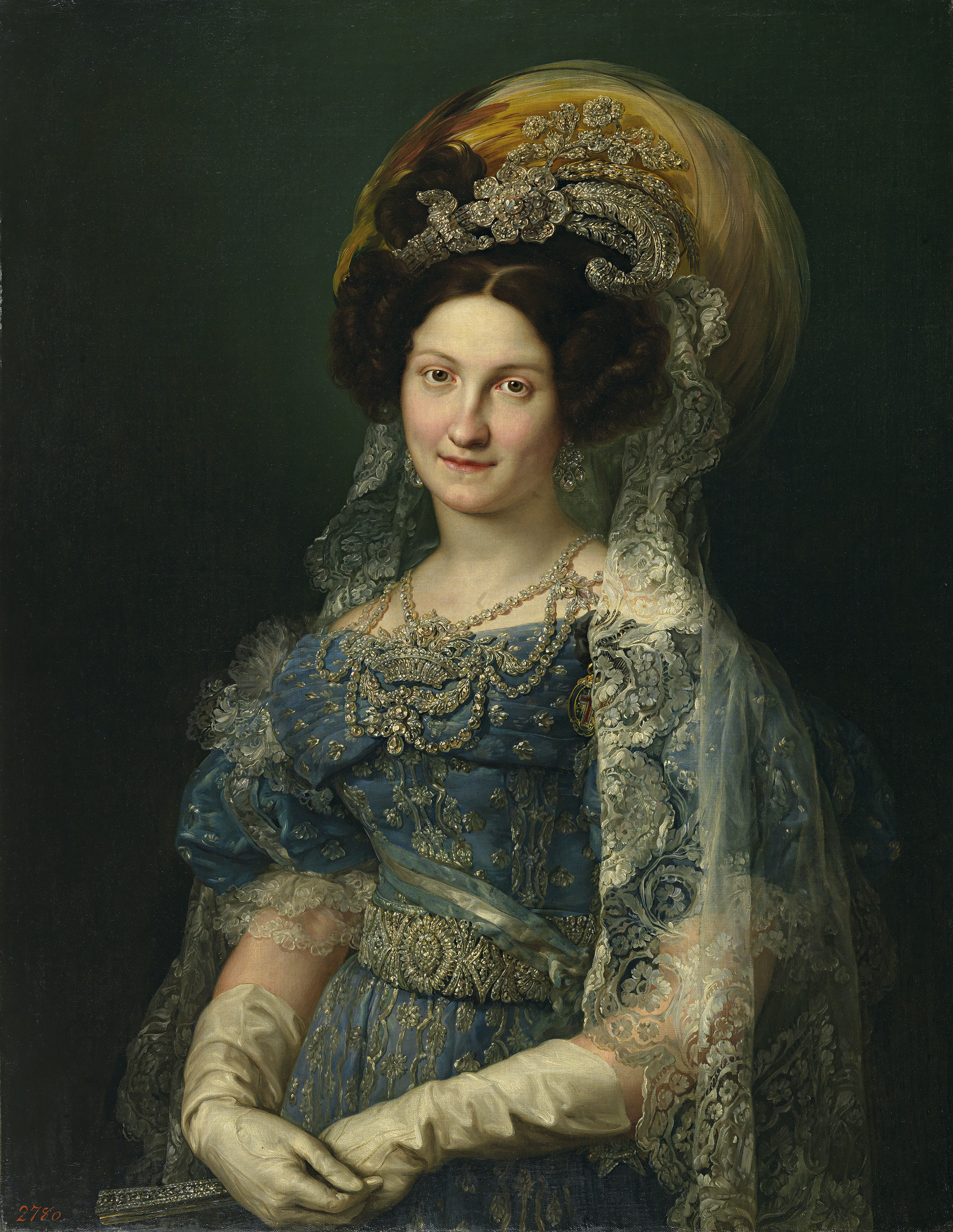
María Cristina de Borbón-Dois Sicilias retratada por Vicente López.

### A controvérsia da sucessão
Durante o reinado de Felipe V tinha-se estabelecido a exclusão das mulheres na linha sucesoria mediante a chamada Lei Sálica. Esta norma tinha sido revogada em 1789 por Carlos IV, mediante um decreto que não chegou a promulgarse. O 29 de março de 1830, mediante a Pragmática Sanção, Fernando VII elevou-o à faixa de lei. Isso não foi obstáculo, no entanto, para que Carlos María Isidro, irmão de Fernando, reclamasse seus direitos ao trono de Espanha. Fernando VII tinha previsto a controvérsia que se adivinhava, e, querendo o trono para sua filha primogénita, a futura Isabel II, nomeou Regente a sua esposa María Cristina, desterrando a seu irmão Carlos por se negar a reconhecer como herdeira a Isabel.
Antes do Rei morrer, a futura Regente tinha conseguido separar aos militares partidários de Carlos das jefaturas do exército e tinha-se garantido o apoio dos liberais no exílio, bem como o de #o França e Inglaterra. Não obstante, Carlos proclamou-se Rei de Espanha em 1 de outubro de 1833 com o nome de Carlos V; contava com o apoio expresso da coroa portuguesa, então em mãos de D. Miguel I, e o silêncio cúmplice de Áustria, Prusia e Rússia. As tropas espanholas invadiram Portugal numa tentativa de castigar o apoio ao carlismo mas com a mediação de Inglaterra, Carlos se exilió a Grã-Bretanha, de onde escaparia em 1834 para se apresentar entre Navarra e o País Basco e acaudillar a Guerra Carlista.

### Os primeiros gabinetes
Em 1832 tinha sido nomeado Presidente do Conselho de Ministros Francisco Cea Bermúdez, vinculado à asa mais de direita dos moderados, que iniciou tímidas reformas administrativas mas que carecia de capacidade e interesse para facilitar a incorporação de muitos antigos ilustrados e liberais ao novo modelo de desenvolvimento económico e político. Entre as reformas do gabinete de Cea Bermúdez destacou uma nova divisão de Espanha em províncias, promovida pelo Secretário de Estado de Alavancagem, Javier de Burgos, destinada a melhorar a administração que, com alguns retoques, se mantém na actualidade. A ausência de sintonia entre o liberalismo económico e político e o Governo levou a que a Regente cessasse a Cea Bermúdez e à nomeação de Martínez da Rosa como novo Presidente, em janeiro de 1834. O novo presidente deveu fazer frente à Guerra Carlista, iniciada pelos partidários do pretendiente no País Basco, Navarra, Catalunha e Aragão fundamentalmente.

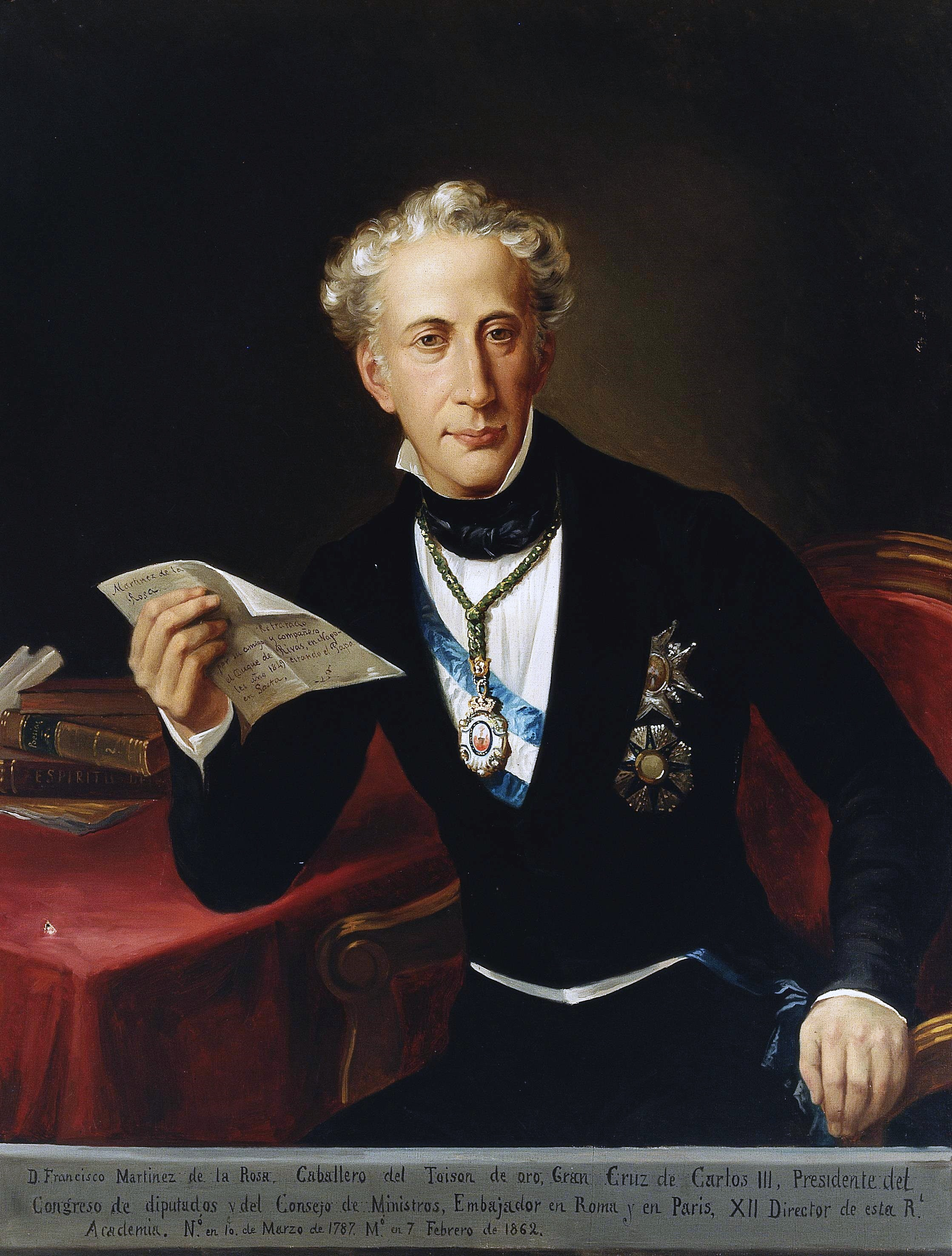
Francisco Martínez da Rosa num quadro conservado no Real Academia da História de Madri.

Martínez da Rosa, que tinha retornado do exílio, tratou de aplicar uma reforma do clero e promulgou o Estatuto Real em 1834. A modo de carta outorgada, dissimulava o espírito liberal para não alterar aos seguidores do Antigo Regime, deixando sem aclarar se a soberania nacional residia no Rei ou nas Cortes. O equilíbrio político que supôs esta indeterminación terminou por não contentar a uns nem a outros. Ao mesmo tempo, o clima de confronto intensificou-se por causa das intrigas da Regente contra os liberais e uma epidemia de cólera que assolou Espanha de sul a norte, gerando o bulo de que a Igreja tinha envenenado os poços e canais nos que Madri se abastecia de água potável. Os assaltos a conventos e igrejas não se fizeram esperar. Acossado por uns e outros e incapaz de governar, Martínez da Rosa demitiu em junho de 1835.

### O Estatuto Real de 1834
A Guerra Carlista obriga a María Cristina de Borbón a transformar o regime para manter no trono. Esta mudança consiste em outorgar poderes aos liberais, com o qual sucede que a esposa do rei espanhol mais absolutista é a que abre o caminho do liberalismo.
Em 1832 Fernando VII recupera-se de uma doença e nomeia um novo gabinete de governo liderado por Cea Bermúdez, que governa até 1834 e leva a cabo algumas reformas, bastante conservadoras e dirigidas pelo rei. As reformas não são bem recebidas nem pelos absolutistas nem pelos liberais.
Depois da morte de Fernando VII em 1833, várias pessoas próximas à rainha insinuam a necessidade de uns novas Cortes e um novo governo, ainda que depois María Cristina só designa um novo governo a cargo de Francisco Martínez da Rosa, que encabeça um governo liberal moderado que deve criar um marco constitucional aceitável para a Coroa. Os progressistas não apoiam a Martínez da Rosa, ao que apodan "Rosita a pastelera". Ainda que Martínez da Rosa possa parecer conservador, em seu momento foi uma autêntica revolução, pois a monarquia renuncia ao monopólio do poder. O Estatuto Real também é uma espécie de transacção entre monarquia e liberais para agradecer o apoio durante a Guerra.
Na prática, o Estatuto Real dá à Coroa uma grande margem de actuação, pois nomeia directamente a muitos deputados nas Cortes e o resto são eleitos só pelos mais ricos. O poder executivo é da rainha e o legislativo é da rainha e as Cortes. As ilusões liberais afundam-se ao ver as escassas concessões que lhes dá a Coroa.
O Estatuto Real estabelece duas câmaras. Numa estão os representantes não eleitos, os Grandes de Espanha, que entram nas Cortes directamente. Esta câmara de não eleitos é o Estamento de Próceres. A outra câmara, de deputados eleitos baixo sufragio censitario, é o Estamento de Procuradores. Só lhes elegem uns 16.000 homens. O Estatuto Real estabelece que as Cortes votem impostos mas não lhes dá a iniciativa legislativa sem o apoio da Coroa, que tem ademais o poder executivo.
Os progressistas não se rendem e utilizam resquicios legais do Estatuto Real para fazer reformas. Vêem-se favorecidos pelos maus resultados dos liberais nos primeiros anos da Guerra Carlista, o que obriga a María Cristina a fazer concessões. Entre as reformas progressistas estão a aprovação de alguns direitos do indivíduo (liberdade, igualdade, propriedade, independência judicial e responsabilidade ministerial). Ao final os progressistas pressionam a cada vez mais a María Cristina, até que em 1835 a regente designa um governo liberal progressista.

### O impulso dos liberais e a chegada ao poder dos progressistas
Os progressistas chegam ao poder mediante a insurrección, com revoltas durante todo o verão de 1835 lideradas pelas Juntas e as Milícias. Dada a anarquía do país, a rainha regente vê-se obrigada a nomear um governo progressista, a cargo de Juan Álvarez Mendizábal, que inicia rapidamente uma série de reformas que levariam a Espanha a converter num Estado mais moderno.
O primeiro objectivo de Mendizábal é conseguir dinheiro para aumentar os efectivos militares dos liberais e para saldar a dívida pública que o Estado tinha contraído com os que tinham investido no Estado. A solução de Mendizábal é a desamortización dos bens do clero regular e sua venda, ainda que os estamentos privilegiados opõem-se e pressionam a María Cristina para que destitua a Mendizábal. A rainha acede e joga a Mendizábal, mas dá-se outro levantamento violento em verão de 1836 pára que volte um governo progressista: o Motín da Granja. Cria-se um novo governo progressista no que Mendizábal é só Ministro da Fazenda.

### Reformas progressistas (1835-1837)
O grande protagonista é Mendizábal. Em 1823, depois do Trienio Liberal, tinha-se exilado. Durante seu exílio em Europa entrou em contacto com as ideias mais liberais. Tem uma nova concepção jurídica do direito de propriedade baseada nas teorias de Adam Smith e nas teorias capitalistas. Segundo Mendizábal, para fazer de Espanha um país liberal, económica e politicamente falando, têm-se que dar os seguintes passos: a eliminação do regime señorial, a desvinculación das terras (acabar com o mayorazgo), e a desamortización eclesiástica e civil. Então poder-se-ia realizar a revolução agrícola, com um aumento de rendimento que produziria excedente para investir na indústria.
O regime senhorial é eliminado em agosto de 1837. Os senhores perdem a jurisdição, mas conservam a propriedade da terra se demonstram que é sua. Os senhorios convertem-se em explorações capitalistas. Também se elimina o mayorazgo, pelo que muitos nobres melhoram sua situação económica vendendo terras.
O mais importante é a desamortización eclesiástica, que se leva a cabo mediante a "Lei do voto de confiança", para tomar decisões sobre a guerra sem necessidade de decidir nas Cortes. A desamortização realiza-se mediante um decreto sem debate nas Cortes. Mendizábal aproveita para reformar o clero regular, com dois decretos.
No primeiro, de fevereiro de 1836, é o Decreto de Extinção de Regulares, que estabelece a eliminação universal das ordens do clero regular varão. Só se salvam os colégios de misioneros e as ordens hospitalarias. Com respeito ao clero regular feminino, decreta-se a exclusão de conventos e, em alguns, se fixa uma comunidade máxima de vinte freiras. Ademais proíbe-se a coexistencia de dois conventos da mesma ordem dentro do mesmo núcleo de população; e também se proíbe admitir novicias e que os irmãos sejam sacerdotes. Os que eram sacerdotes são agora párrocos do clero secular, e aos irmãos legos se lhes deixa na sociedade civil, sem compensação. Todas as posses das ordens eliminadas e reformadas passam a ser bens nacionais.
No segundo decreto, de março de 1836, é o Decreto de venda de bens nacionais. Mendizábal argumenta que resolve o problema da Fazenda salvando dívida pública; justifica uma reforma socioeconómica baseada no livre mercado, fomentando o interesse individual; e diz que esta venda de bens criaria um grupo amplo de apoio à causa isabelina.
Após este decreto estabelece-se o sistema de venda de bens nacionais. Recusa-se o sistema de venda a prazo, que é a única possibilidade para os colonos de ser proprietários; e aprova-se o sistema de leilão público, no que só participam os mais ricos. Quanto maior é o lance, mais liberta-se a dívida pública.
Toda esta acção reformadora vai acompanhada de uma série de leis que asseguram o livre mercado. Para isso, se dá liberdade na forma de exploração da terra e livre circulação de bens agropecuários e industriais; eliminam-se os direitos da Mesta, entre os que se encontram o de livre passo e livre pasto; dão-se permissões para vallar explorações agrícolas; dá-se liberdade nos contratos de arrendamento sobre terras; dão-se liberdade de armazenamento e preço (controlado só por oferta e demanda). 
Os liberais sentiram-se fortes e mobilizaram-se em manifestações de protesto por toda a península que em muitas ocasiões se converteram em graves altercados. A imprensa, de marcada tendência progressista, não poupou críticas ao Governo e se mostrou favorável a um sistema mais democrático, com um maior papel do parlamentarismo. A Regente, não obstante, ofereceu a Jefatura do Governo a José María Queipo de Plano, quem, três meses após aceitar, apresentou seu despedimento por causa dos violentos confrontos que se produziram em Barcelona e de um levantamento que formou juntas revolucionárias similares às do período da Guerra da independência. Estas juntas uniram-se à Milícia Nacional e tomaram o controle de diferentes províncias. Os revolucionários apresentaram à Regente um edital no que exigiam uma ampliação da Milícia, liberdade de imprensa, uma revisão do regulamento eleitoral que permitisse o acesso ao voto a mais cabeças de família, e a convocação de Cortes Gerais.

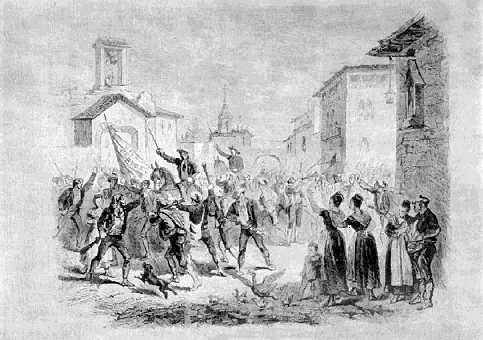
O levantamento carlista marcará todo o período das regencias e dificultará a tarefa dos governos liberais. Desenho do passo do Infante Dom Carlos por Navarra em 1833.

María Cristina sentiu-se obrigada a outorgar o governo a Mendizábal, numa tentativa por paliar a grave crise e fazer um gesto aos progressistas. Consciente o novo Presidente da situação, chegou a um acordo com os liberais: as juntas revolucionárias deviam dissolver-se e integrar-se no organigrama administrativo do Estado, dentro das diputaciones provinciais, a mudança das reformas políticas e económicas que se comprometia a levar a cabo. Obteve de corte-las poderes extraordinários para levar adiante reformas no sistema que se especificaram numa modificação substancial da fazenda pública e o sistema fiscal para garantir um Estado saneado capaz de enfrentar suas obrigações, atender os empréstitos e obter novos créditos, além da desamortización de boa parte dos bens da Igreja católica, com a finalidade de permitir allegar ao comércio bens até então improductivos.
Entre as medidas que pretendia levar a cabo Mendizábal se encontrava uma ampla remodelagem do exército, que incluía como primeiro passo uma mudança nos altos comandos, muito vinculados aos sectores mais reaccionarios. Ainda que os efectivos militares aumentaram a 75.000 novos homens e destinou-se à Guerra Carlista uma maior contribuição de 20 milhões de pesetas, a reordenación não gostou à Regente, quem por causa dela perdia autoridade nas forças armadas. Destituído Mendizábal depois de uma campanha de desprestigio, foi nomeado Presidente do Conselho de Ministros Francisco Javier de Istúriz, um progressista que tinha regressado do exílio e tinha evoluído para posições bem mais moderadas e contrárias ao processo de desamortización, se colocando como homem da camarilla da Regente. Depois de dissolver as Cortes em procura de umas novas que lhe legitimaran e apoiassem uma constituição diferente do Estatuto Real, ainda mais conservadora, seus desejos se viram abruptamente interrompidos pelo Motín da Granja de San Ildefonso que pretendia e obteve que a Regente restituísse a Constituição de 1812 e derogase o Estatuto. Istúriz cessou o 14 de agosto de 1836, mal três meses após sua nomeação.

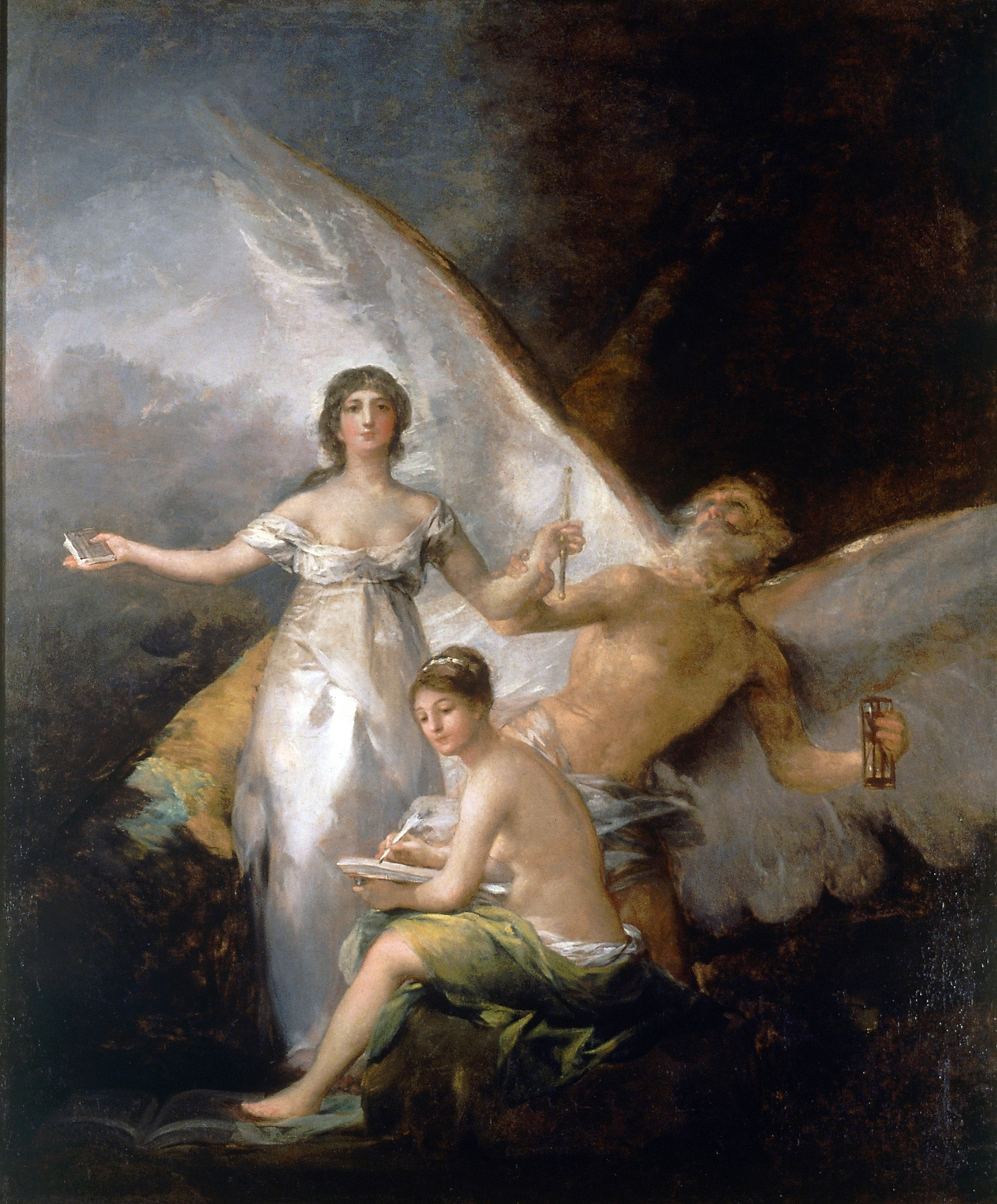
Alegoria da Constituição espanhola de 1812. Quadro de Francisco de Goya e Lucientes que se conserva no Museu de Estocolmo.

O novo Presidente do Governo foi José María Calatrava, que nomeou Ministro de Fazenda a Mendizábal, numa linha continuista. Este aproveitou para concluir o processo desamortizador e a exclusão dos diezmos. Calatrava impulsionou uma política social que lhe permitiu aprovar a primeira lei de Espanha que regulou e reconheceu a liberdade de imprenta. Mas o labor mais importante foi a adequação da Constituição de 1812 à nova realidade na que se tinha comprometido por Real Decreto a Regente durante o Motín da Granja, com a aprovação da Constituição de 1837.

### Constituição de 1837

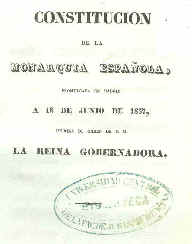
Constituição espanhola de 1837.

Depois do Motín da Granja, o governo progressista convoca uns Cortes extraordinárias constituintes, que têm duas opções; reformar a Constituição de 1812 ou criar uma nova. Isto daria lugar à Constituição de 1837, que implicaria um novo sistema político até 1844. Ademais, as reformas que propõe dão lugar a uma sociedade clasista. O partido progressista, "herdeiro directo" dos doceañistas, propõe-se a reforma da Constituição de 1812, mas em realidade dá nascimento a uma Constituição nova que quer ser de consenso e por tanto aceitável para os moderados. Este moderantismo vê-se à hora de decidir a forma de governo, porque elegem uma monarquia constitucional de carácter liberal doctrinario: o papel executivo da Coroa é reforçado. Só estão de acordo com os doceañistas na proclamación da soberania nacional, da qual surge a constituição sem actuação da Coroa. Mas a afirmação do princípio da soberania nacional não se faz no articulado, como ocorria na Constituição de 1812, sina que aparece no preâmbulo.
A Constituição de 1837 estabelece umas Cortes bicamerales: o Senado, designado pela rainha; e a Câmara Baixa, elegida por sufragio censitario. A Coroa pode dissolver as Cortes, nas que actua como moderadora, e vetar as leis. É o primeiro poder do Estado, ainda que tem poderes limitados pelas Cortes, que estão num plano inferior.
As razões que levam aos progressistas a fazer esta constituição têm dado lugar a um debate na historiografía. Uma das ideias mais seguidas é que os progressistas, com todo o poder, rompem o exclusivismo político entre progressistas e moderados, criam uma constituição transacional, para que tenha cabida a Coroa. Esta teoria considera a Constituição de 1837 como o precedente da canovista de 1876. É seguida por Suanzes-Carpeña e Miguel de Artola.
Outra ideia de alguns historiadores é que o exclusivismo é acidental, e que os progressistas não se atreveram a propor outro sistema que fosse diferente à monarquia constitucional. Não pensaram nem em monarquia parlamentar nem em república. Esta segunda ideia é defendida por Javier Tusell.
Outra terceira proposta diz que no fundo o partido moderado e o progressista defendem o mesmo, são iguais, e que o único que lhes diferencia é o ritmo das reformas. Quanto ao modelo social que defendem, é uma Espanha mesocrática, de proprietários capitalistas e livre mercado.
À margem deste debate sobre a Constituição de 1837, o grande problema do liberalismo é o atraso económico do país, pelo que a classe média é muito débil. O liberalismo tem inimigos pela direita, os absolutistas; e pela esquerda, os partidários de uma revolução social. Enquanto, o único que interessa aos liberais é manter o que têm conseguido. Progressistas e moderados sabem que a ordem não se pode manter sobre um parlamento inseguro com muitas alternancias, pelo que optam por fortalecer o poder executivo, o que oferece duas possibilidades: um regime autoritario em mãos de um militar ou fortalecer a Coroa. Dentro da segunda opção os progressistas contemplam uma monarquia com todos os poderes, mas querem como rei a alguém a quem poder controlar.
Ainda que em princípio tratava-se de reformar a Constituição de 1812, a de 1837 foi uma Constituição completamente nova, elaborada sobre a base de um verdadeiro consenso que tentava superar a discussão entre progressistas e moderados com respeito à questão da soberania nacional. O texto, muito curto, reconheceu o poder legislativo às Cortes —num sistema bicameral com o Congresso dos Deputados e o Senado— junto ao Rei, a quem correspondiam as prerrogativas próprias do Chefe do Estado e do poder executivo, e que delegó mais tarde na Presidência do Conselho de ministros, mas se reservando grande capacidade de manobra, como a dissolução das Câmaras. O texto amparava a liberdade de imprenta, entre outros direitos individuais.

### Os carlistas muito próximo de Madri
A Constituição elaborou-se enquanto os carlistas tinham tomado Segovia e encontravam-se muito próximo de Madri. Azara demitiu pouco depois de aprovar-se a Constituição.

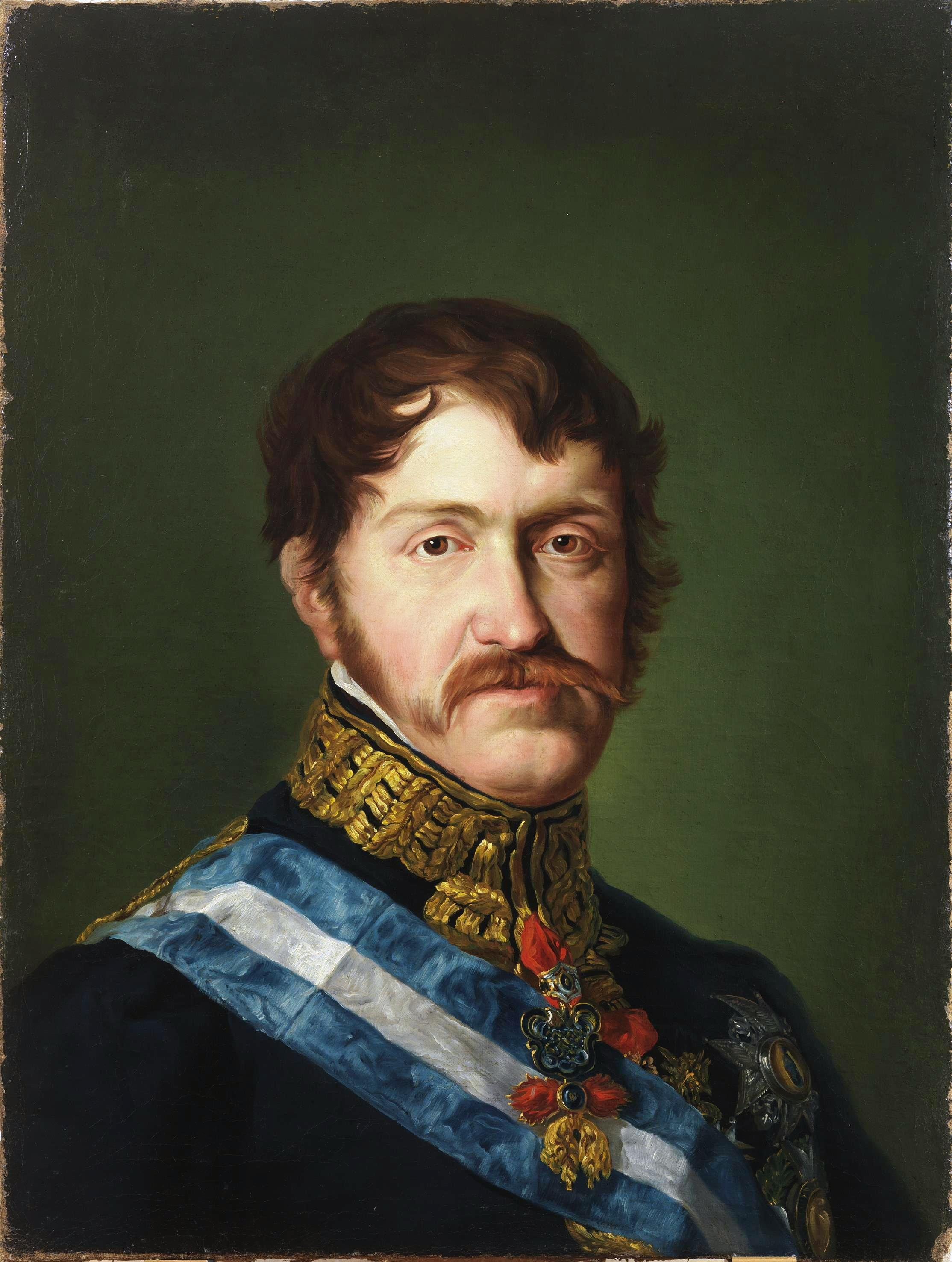
O Infante Dom Carlos.

Desde 1833, os carlistas estavam em guerra contra os cristinos. Tinham-se facto fortes no País Basco, Navarra e Cataluña, fundamentalmente, com um apoio inicial de uns 70.000 homens, ainda que os alçados em armas eram muitos menos. Em 14 de novembro de 1833, as Juntas de Álava e Vizcaya nomearam a Tomás de Zumalacárregui chefe de seus exércitos. O exército cristino contava nesse momento com uns 115.000 homens, ainda que só uns 50.000 se encontravam com capacidade de combater. No futuro deveu-se mobilizar a para perto de meio milhão para enfrentar-se vitorioso às tropas carlistas. O Infante Dom Carlos, fugado de seu exílio inglês, instalou-se entre Navarra e o País Basco, e desde ali dirigiu a contenda, fixando a capital em Estella.
Depois dos sucessos iniciais, Zumalacárregui perdeu a Batalha de Mendaza o 12 de dezembro de 1834 e retirou-se até uma nova incursão na primavera de 1835 que obrigou aos seguidores da Regente a se situar para além do rio Ebro. Durante o lugar de Bilbao, o 15 de junho desse ano, Zumalacárregui sofreu feridas de combate que lhe provocaram a morte dias mais tarde. No verão de 1835, os isabelinos ao comando do general Fernández de Córdova trataram de isolar aos carlistas no norte mas só conseguiram manter o controle das cidades mais importantes.
A morte de Zumalacárregui provocou uma estabilização das frentes, salvo a incursão de 1837 até as portas de Madri. O general Baldomero Espartero foi o encarregado de dirigir às tropas fiéis à Regente e evitar a acometida da Expedição Real que se aproximou a Madri, até que o 29 de agosto de 1839, assinou a paz com o general carlista Rafael Maroto no que se conhece como o Abraço de Vergara.

### As formações políticas em pugna
O Partido Progressista defendia uma soberania nacional que residisse unicamente nos Cortes Gerais, o que lhes punha enfrente das teses monárquicas, ainda que sua intenção não fosse a instauración de uma República. Organizou uma Milícia Nacional muito contestada pelos moderados que viam nela o fim do exército dos notáveis. Em matéria económica, apoiaram-se nas teses de Mendizábal e Flórez Estrada, com os processos desamortizadores, a abolição dos mayorazgos e a abertura do comércio e o librecambismo.
Em 1849 formou-se o Partido Democrático, mais ambicioso que os progressistas e que pretendia o sufragio universal masculino em frente ao sufragio censitario, a legalización das incipientes organizações operárias e uma partilha justa da terra para os agricultores, já que a desamortización tinha mudado de mãos os bens mas não tinha contribuído terra aos camponeses.
Os moderados apresentavam-se como os que continham aos liberais em seu afán de destruir a monarquia e o Antigo Regime. Seus membros eram em sua maioria nobres, aristócratas, altos servidores públicos, advogados e membros da Corte e o clero. Atribuíam-se um conceito de soberania nacional compartilhado entre o Rei e as Cortes com uns pretendidos «direitos históricos» e «costumes antigos».

### O trienio moderado (1837-1840)
Bem fora pela ofensiva carlista ou pela própria debilidade dos partidos políticos ou por ambos fenómenos, a sucessão de Calatrava levou à Presidência do Conselho de Ministros a três homens da asa mais moderada do liberalismo em menos de um ano.
O primeiro foi Eusebio Bardají Azara, que acedeu depois da renúncia ao cargo de Espartero, quem preferiu seguir a campanha militar, e obteve ainda mais prestígio ao baixar de Navarra com seus homens para defender a capital das tropas carlistas do general Juan Antonio de Zaratiegui, ao que venceu. Azara demitiu, descontentamento com a posição da Regente, que tratava por todos os meios de granjearse as simpatias dos homens de Espartero. Seguiram-lhe no cargo Narciso de Heredia e Bernardino Fernández de Velasco. Não obstante, em 9 de dezembro de 1838, foi nomeado Evaristo Pérez de Castro. O novo presidente estabeleceu reformas na administração local que permitiram verdadeiro nível de intervencionismo estatal, e ao mesmo tempo tratou de conciliar os aspectos mais negativos da desamortización de Mendizábal com o Vaticano, especialmente receloso com a Coroa espanhola desde a morte de Fernando VII.

### A "revolução de 1840" e o fim da regencia de María Cristina

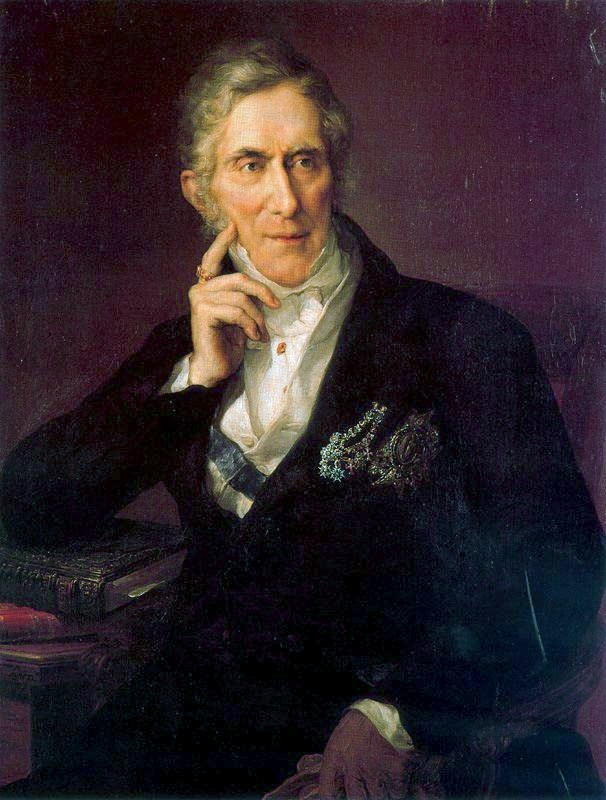
Evaristo Pérez de Castro, presidente do governo moderado que impulsionou a Lei de Prefeituras de 1840

A ideia da alternancia pacífica no poder entre moderados e progressistas sustentada na Constituição de 1837 frustrou-se quando o governo moderado de Evaristo Pérez de Castro apresentou um projecto de Lei de Prefeituras no que a nomeação do prefeito correspondia ao governo que escolhê-lo-ia entre os vereadores eleitos, o que, segundo os progressistas, era contrário ao artigo 70 da Constituição ("Para o governo dos povos terá Prefeituras nomeadas pelos vizinhos a quem a lei conceda este direito"), pelo que os progressistas recorreram à pressão popular durante o debate da lei -uma algarada em Madri terminou com a invasão das tribunas do hemiciclo do Congresso dos Deputados desde onde se gritou e insultou aos deputados moderados- e, quando a lei foi aprovada sem admitir suas emendas, optaram pelo retraimiento e abandonaram a Câmara, com o que questionaram a legitimidade às Cortes. Imediatamente os progressistas iniciaram uma campanha para que a regente María Cristina não sancionasse a lei baixo a ameaça de não a acatar -isto é, baixo a ameaça da rebelião- e quando viram que a regente estava disposta à assinar dirigiram suas petições ao general Baldomero Espartero, a personagem mais popular do momento depois de seu triunfo na Primeira Guerra Carlista e que se mostrava mais próximo do progresismo que ao moderantismo, para que evitasse a promulgação dessa lei contrária ao «espírito da Constituição de 1837».
A radical oposição dos progressistas à Lei de Prefeituras -até o ponto que lhes fez abandonar a "via legal" para optar pela "via revolucionária"- se deveu, segundo Jorge Vilches, à importância que tinha a figura do prefeito na elaboração do censo eleitoral -a prefeitura era o que dava as cédulas eleitorais- e na organização, direcção e composição da Milícia Nacional, o que lhes fazia temer aos progressistas que suas possibilidades de aceder ao governo mediante as eleições seriam praticamente nulas, além de que pôr-se-ia em mãos dos moderados a milícia cuja existência para os progressistas era essencial para a «vigilância dos direitos do povo».
A Regente era consciente de que o sistema se encontrava numa grave crise e se transladou a Barcelona numas pretendidas férias com Isabel para aliviar as doenças dermatológicas da menina e se entrevistou com Espartero. Este para aceitar a Presidência do Conselho de Ministros exigiu que María Cristina não sancionasse a Lei de Prefeituras, de modo que quando em 15 de julho de 1840 assinou a lei, porque dar marcha atrás em algo que já tinha anunciado publicamente que ia fazer suporia a submissão a Espartero, este lhe apresentou a renúncia de todos seus graus, empregos, títulos e condecoraciones. O governo de Pérez de Castro demitiu o 18 de julho sendo substituído o 28 de agosto, após três fugaces governos, por outro moderado presidido por Modesto Cortázar.

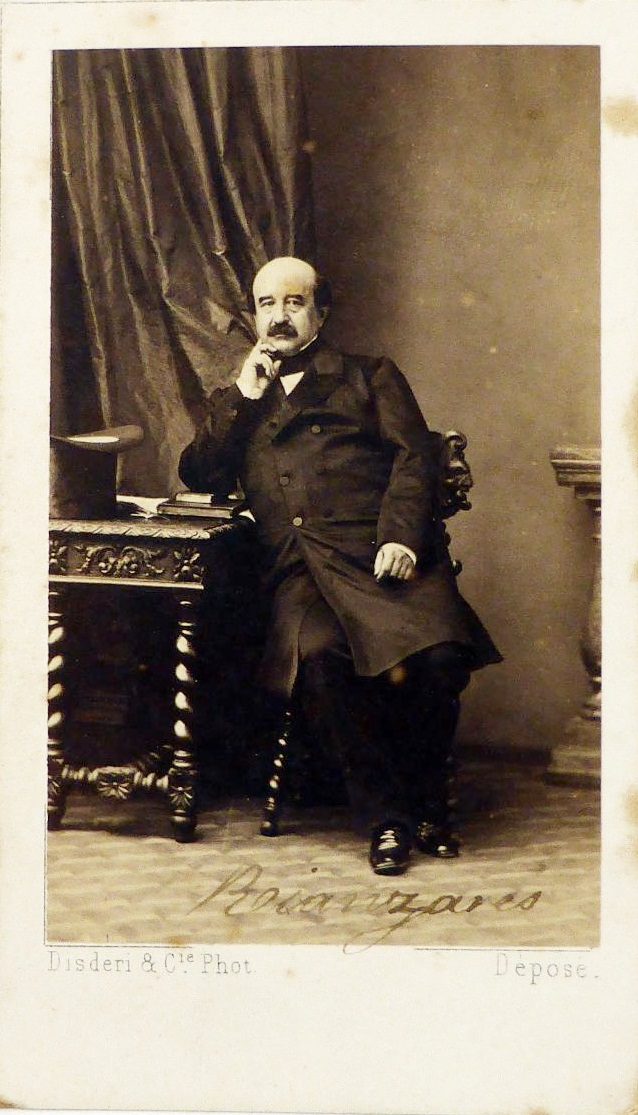
Agustín Fernando Muñoz e Sánchez, marido morganático da regente María Cristina de Borbón.

Em Barcelona e Madri, sucederam-se os altercados entre moderados e progressistas, entre partidários da Regente e de Espartero. Nesta situação María Cristina não considerou conveniente permanecer numa Barcelona regida pelos progressistas e onde não tinha encontrado o apoio que esperava e se transladou a Valencia. Espartero tratou de aparentar que defendia à Regente, com o que em 22 de julho ditou um bando no que declarava o estado de lugar em Barcelona que foi levantado em 26 de agosto.
A partir de 1 de setembro de 1840 estoiraram revoltas progressistas por toda Espanha nas que se formaram "juntas revolucionárias" que desafiaram a autoridade do governo. A primeira em constituir-se foi a de Madri encabeçada pela própria Prefeitura que publicou um manifesto no que justificava sua rebelião como uma defesa da ameaçada, segundo eles, Constituição de 1837 e no que exigiam que se suspendesse a promulgação da lei de Prefeituras, se dissolvessem as Cortes e se nomeasse um governo «composto por homens decididos».
Então María Cristina ordenou ao geral Espartero que reprimisse a rebelião -que seria conhecida também como a "revolução de 1840"- mas este se negou, pelo que a regente não teve mais remédio que aceitar o novo governo presidido pelo general Espartero e composto de progressistas. O programa que apresentou não só contemplava a suspensão do aplicativo da lei de Prefeituras e a dissolução das Cortes sina a renúncia de María Cristina à Regencia. No escrito que enviou à regente se dizia:«Há Senhora, quem acha que Vossa Majestade não pode seguir governando a nação, cuja confiança dizem tem perdido, por outras causas que devem lhe ser conhecidas mediante a publicidade que se lhes tem dado», em referência ao casal secreto de María Cristina com Agustín Fernando Muñoz e Sánchez contraído três meses após a morte de seu esposo, o rei Fernando VII. "María Cristina entendeu que tinha perdido toda sua autoridade e que sua continuidade como regente fazia peligrar o trono de sua filha, pelo que renunciou à Regencia, pedindo a Espartero que se encarregasse da mesma". Era em12 de outubro de 1840.

## A regencia de Espartero

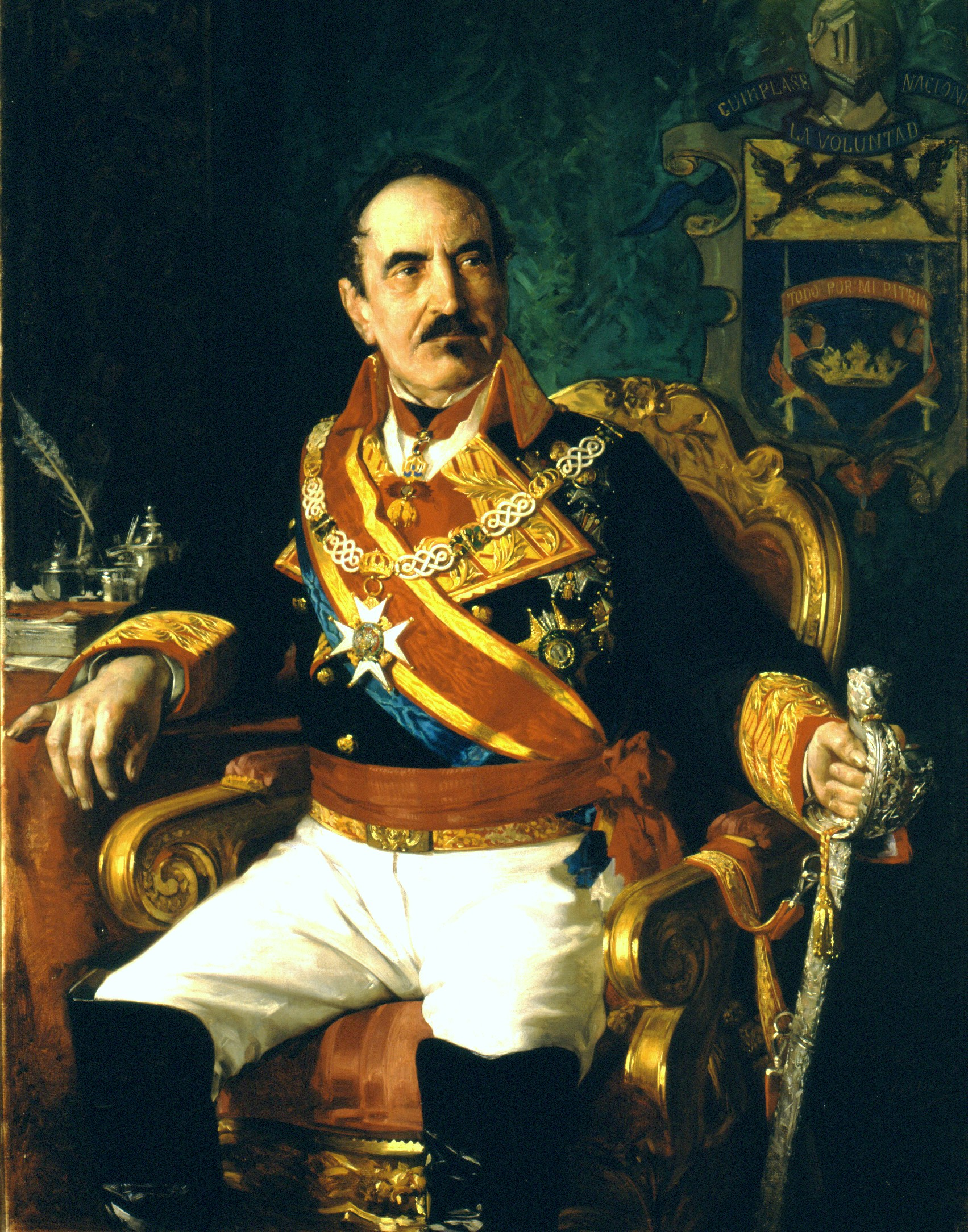
General Baldomero Espartero.

Com a chegada do geral Espartero ao poder depois da "revolução de 1840", o governo de Espanha é ocupado pela primeira vez por um militar, situação que fá-se-ia frequente ao longo dos séculos XIX e XX.

### Processo de formação
Esta regencia vem marcada por dois factos importantes: em 1840, depois da Primeira Guerra Carlista, dá-se um levantamento revolucionário que tira a María Cristina da regencia; e em 1843, com treze anos, a princesa Isabel é declarada maior de idade e começa a reinar. É um período progressista, pois segue vigente a Constituição de 1837, na que há um grande domínio da jefatura de Estado, em mãos do general Espartero, nascido na província de Cidade Real no final do século XVIII de família mais bem humilde (seu pai era artesão e ele era o menor de oito irmãos). Ante as escassas perspectivas de futuro, ingressou num convento dominico. O estallido da Guerra de Independência faz que abandone o convento e se faça militar. Num princípio faz parte do corpo de engenheiros, mas deixa-o porque era muito elitista e não poderia ascender. Passa ao corpo de infantería, onde não importava tanto a origem social. Ao terminar a Guerra de Independência une-se às expedições militares que vão a América para acabar com os independentismos e ali consegue uma rápida ascensão, até chegar a ser brigadier, que equivale a general.
Quando volta a Espanha, em plena Década Ominosa, tem uma grande reputação mas não tem fortuna. Sua situação económica muda ao casar-se com uma aristócrata, Jacinta Martínez Sicília, que também lhe situa nos estratos mais altos da sociedade. Quando se inicia a Primeira Guerra Carlista, Espartero se une aos liberais. Seu objectivo é converter-se em comandante dos exércitos do norte, cargo ao que chega em 1836, nomeado por Mendizábal, depois de demonstrar seu valia em Luchana. Então goza de um título nobiliario próprio: Conde de Luchana. A partir de então, María Cristina está tutelada em temas de guerra por Espartero, situação que se reforça quando se assina a Paz de Vergara em 1839. Este sucesso dá-lhe outro título nobiliario: duque da Vitória.
Em 1840 é posto no trono pelo partido progressista como novo regente até 1843. Desde 1854 a 1856 é presidente do governo do Biénio Progressista. Nos anos 60 do século XIX está retirado da política, e depois do destronamiento de Isabel II no final da década um sector dos liberais oferece-lhe ser rei de Espanha, cargo que não aceita. Amadeo outorga-lhe o título de Príncipe de Vergara, com tratamento de Alteza Real.
Dentro da regencia distinguem-se duas fases: o processo de formação e o desenvolvimento da regencia. No processo de formação há que destacar que depois da expulsão de María Cristina se propõe uma discussão entre dois possíveis regencias. Uns propõem uma regencia unitária e outros uma regencia de três pessoas. Pode-se dizer que os unitários são os progressistas mais conservadores e os trinitarios os mais radicais, que querem debilitar o poder da jefatura de Estado. Os trinitarios são maioria nas Cortes, mas a votação final é entre Congresso e Senado, mais conservador. Espartero deve seu regencia aos senadores moderados.

### Desenvolvimento da regencia de Espartero
Já estabelecido como regente em 1841, Espartero retoma as reformas pendentes desde 1837. Em primeiro lugar, segue com a desamortización, que afectaria ao clero secular. Dentro desta desamortización, além de nacionalizar bens da Igreja, também nacionaliza impostos da Igreja, como o diezmo. Isto supõe um confronto directo com a Igreja, uma ruptura diplomática entre Roma e Espanha (o Papa é Gregorio XVI) e o isolamento de Espartero em Europa com respeito às potências mais conservadoras, pois só é apoiado por Inglaterra.
A segunda reforma de Espartero é a Questão Foral. Faz-se um Decreto de Lei, chamado Lei de centralização administrativa, que implica a eliminação dos fueros, o que causa um conflito com os carlistas, que tinham assinado a Paz de Vergara com a condição de manter os Fueros, e também provoca o início de uma conspiração dos militares moderados, aliados com carlistas. 
As reformas de Espartero desembocam num conflito contínuo entre 1842 e 1843. Espartero deve fazer frente a três linhas de oposição: 

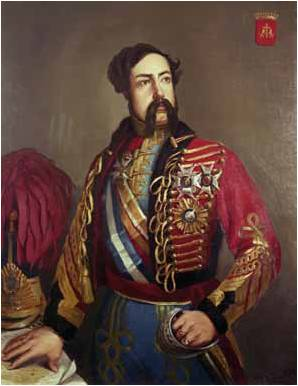
Diego de León e Navarrete.

- as conspirações moderadas, com o apoio de María Cristina, que originam um levantamento em outubro de 1841 que pretendia ser simultâneo em País Basco e Madri, onde Diego de León tem que chegar ao palácio real, sequestrar à princesa Isabel e levar ao País Basco. O plano não funciona, porque Diego de León fracassa e ademais é condenado a morte, com o que Espartero incumpre a regra de não fuzilar a generais. As tentativas de sublevación dos moderados não acabam, mas seguem fracassando até 1843. Os artífices são o general Leopoldo Ou'Donnell, presidente da Ordem Militar Espanhola, subvencionada por María Cristina; e o general Narváez, que era o cérebro das operações. No final de 1841 e princípios de 1842 produzem-se em Barcelona levantamentos juntistas, como consequência de um acordo comercial librecambista entre Espanha e Inglaterra que era perjudicial para a indústria têxtil catalã. São levantamentos de carácter democrático e republicano que reivindicavam uma sociedade de classes. Estes levantamentos não são controlados pelo governo e se dão situações de anarquía em Barcelona. Espartero estabelece o estado de lugar e bombardeia a cidade em 1842. O bombardeio supõe uma queda na popularidade de Espartero.
- Espartero também encontra oposição em seu próprio partido, uma oposição liderada pelos membros civis do progresismo. São grupos muito personalistas entre os que destacam as facções de Manuel Cortina, Salustiano Olózaga, e o grupo mais forte, os progressistas puros e trinitarios, encabeçados por Joaquín María López e Fermín Caballero. Esta oposição merma a popularidade de Espartero mediante as críticas na imprensa. Acusavam a Espartero de anglófilo, autoritario e usurpador do trono, alegando que Espartero queria chegar a ser rei.

O desgaste destas linhas de oposição tem seu fruto em maio de 1842, quando se produz uma moção de censura que acaba com o governo "esparterista" de Antonio González. Em 1843 acaba finalmente a regencia de Espartero, pois depois da moção de censura sobe ao poder Joaquín María López, que tenta levar a cabo uma reforma constitucional que daria lugar a uma monarquia parlamentar. Espartero não admite esta reforma e Joaquín María López demite, e em verão de 1843 se dá um levantamento militar contra Espartero no que se unem os líderes civis progressistas, os moderados e os carlistas. O grande favorecido do levantamento é o general Narváez, convertido em Capitão Geral de Madri e que chegaria a chefe de governo.
O primeiro que fazem os moderados é convocar eleições, nas que ganham. Ditas Cortes declaram maioridade com 13 anos à princesa Isabel, que começa seu reinado pessoal.

### A assunção da regencia
Espartero para chegar ao poder apoiou-se nas "juntas revolucionárias" da "revolução de 1840", mas a via concreta que se adoptou -que a Junta de Madri desse unilateralmente a Espartero a faculdade de formar governo- dividiu aos progressistas porque um sector deles tinha pedido que se formasse uma Junta Central com representantes das juntas provinciais que fosse a que lembrasse como organizar-se-ia o governo. Uma vez formado o governo de Espartero, os antigos defensores da formação de uma Junta Central, chamados por isso "centralistas", defenderam que a Regencia estivesse formada por três pessoas -pelo que também foram conhecidos como "trinitarios"- para assim restar poder a Espartero, em frente aos que defendiam que fosse uma sozinha pessoa, o general Espartero -pelo que também foram conhecidos como "unitários"-.
Por conseguinte, em realidade, Espartero não exerceu oficialmente a regencia até o 8 de maio de 1841, por acordo das Cortes, com o apoio dos unitários, a fracção progressista encabeçada por Joaquín María López. Anteriormente, a regencia tinha sido desempenhada pelo Governo em pleno, reunido em Conselho de Ministros, tal e como determinava a Constituição. Até essa data, a regencia teve carácter provisório. A divisão dos progressistas entre unitários e trinitarios, segundo preferissem que a regencia estivesse em mãos de uma ou três pessoas, tinha um sentido político para além das meras fórmulas legais. O grupo dos trinitarios estava constituído por liberais recelosos da autoridade que conferir-se-lhe-ia a Espartero se se lhe outorgava em exclusiva a regencia.

### Os problemas de governo

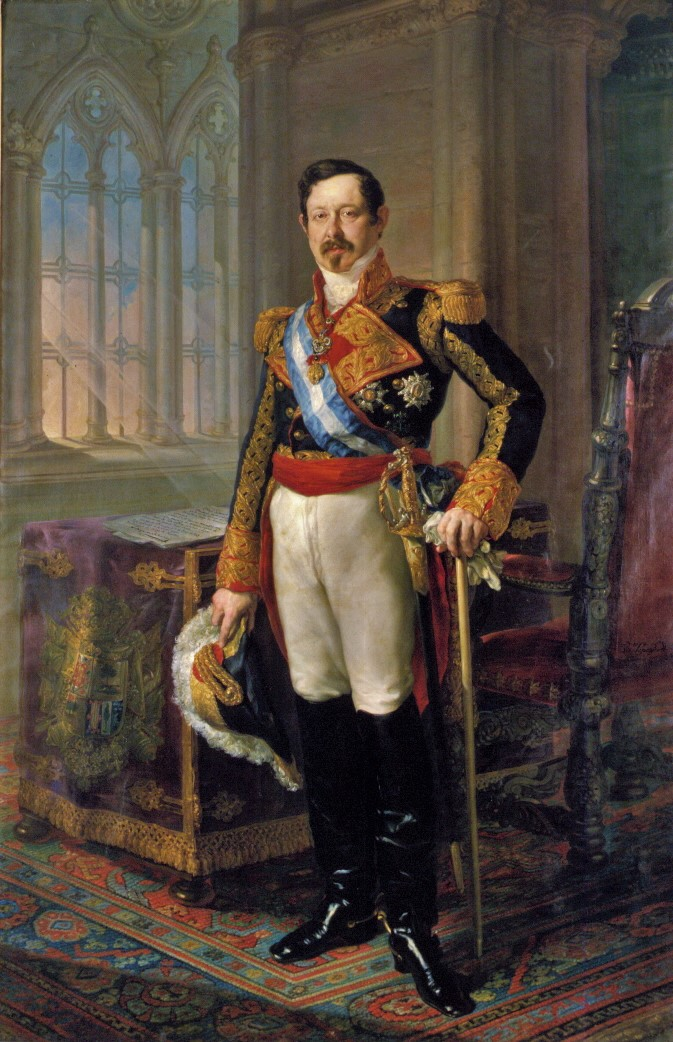
Ramón María Narváez, primeiro duque de Valencia. Vicente López Portaña. (Museu de Belas Artes de Valencia).

A divisão dos progressistas transladou-se às Cortes que se constituíram depois das eleições de fevereiro de 1841 pois ali estavam representados os progressistas "radicais" encabeçados por Joaquín María López e os "temperados" dirigidos por Salustiano de Olózaga e Manuel Cortina, que entre ambos tinham a maioria no Congresso dos Deputados, em frente aos deputados claramente vinculados ao regente, os "esparteristas". Para contrarrestar a possível oposição progressista na Câmara baixa Espartero encheu de "esparteristas" o Senado, utilizando os poderes que lhe conferia à Coroa a Constituição de 1837. Assim mesmo Espartero rodeou-se de militares mais afectos a sua pessoa que à causa liberal, o que propiciou a contestação de alguns sectores que viam na atitude do general mais um projecto de ditadura militar que de construção do regime liberal.
A Regencia de Espartero contou com a oposição dos moderados, encabeçados por Ou'Donnell e Narváez. Ante a impossibilidade destes de aceder ao poder mediante sufragio, optaram pela via expeditiva dos pronunciamientos militares, para o qual contaram com a ajuda da anterior regente, María Cristina, exilada em Paris. Os pronunciamientos sucederam-se desde outubro de 1841, quando Ou'Donnell se alçou em Pamplona e outros generais em Zaragoza e o País Basco, ao mesmo tempo em que se produziam sublevaciones civis de carácter republicano, a maioria delas nas grandes cidades.
As intentonas militares não eram consideradas como autênticos golpes de estado sina como uma forma de estender a actividade política numa sociedade alheia às intrigas do poder. Em todos os casos, se recebia um apoio civil pontual, em zonas concretas, mas jamais se aplicou uma depuração das responsabilidades por parte do governo. Não obstante, algumas sublevaciones se saldaron com o fusilamiento de seus cabeças, como foi o caso dos moderados Montes de Oca e Borso de Carminati.
Desde julho de 1842, Espartero exerceu um poder mais autoritario. Ante a oposição das Cortes, optou por dissolvê-las. Em Barcelona produziu-se uma sublevación cívica pela política algodonera na que se enfrentavam os librecambistas e os proteccionistas, com o assalto à cidadela. Os militares abandonaram a maioria dos postos da cidade e deveram refugiar-se no Castillo de Montjuích, desde onde se bombardeou a cidade em 3 de dezembro.
Enquanto, durante todo este período, em Palácio reinava uma série de conjuras internas pela educação da jovem rainha, para quem Espartero tinha nomeado novos preceptores: Argüelles e a condesa de Espoz e Mina -primeiro aya e depois camarera real-, que se enfrentaram às personalidades que seguiam em contacto com a Regente, como foi o caso da marquesa de Santa Cruz ou Inés de Blake.

### O fim da regencia de Espartero

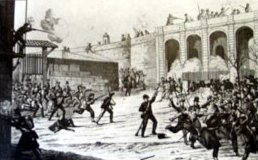
Revoltas contra Espartero em Barcelona que provocaram o bombardeio da cidade.

Depois do bombardeio de Barcelona em 1842, a oposição ao regente foi a mais, inclusive dentro de suas próprias bichas como antigos colegas de armas e o próprio Joaquín María López.
Após as eleições de março de 1843 Espartero tentou conciliar-se com os progressistas e propôs aos líderes do sector "temperado" Olózaga e Cortina que formassem governo e quando estes se negaram lho propôs ao líder dos progressistas "radicais" Joaquín María López. Mas este, que não conseguiu incluir entre seus ministros nem a Olózaga nem a Cortina, apresentou um programa de governo que incluía a declaração de maioria de idade de Isabel II -ainda que só tinha doze anos-, o que significava pôr fim à Regencia de Espartero, e a «reconciliação nacional», que incluía uma amnistia por delitos políticos.
O governo de Joaquín María López, que se tinha constituído em 9 de maio, durou só dez dias. Ao mesmo tempo, os generais afines aos moderados Ou'Donnell e Narváez tinham-se feito com o controle de boa parte do exército desde seu exílio. Em Andaluzia, moderados e liberais conjuraram-se para derrubar o regime pronunciando-se em seu contra. Narváez alçou-se em armas, junto a outros, em 11 de junho. Quando ambos bandos se encontraram em Torrejón de Ardoz em 22 de julho, Espartero já tinha perdido o poder, pois a sublevación se tinha estendido a Cataluña, Galiza, Valencia e Zaragoza. Espartero fugiu a Cádiz e embarcou-se no cruzeiro britânico Meteor, rumo a Londres.

## A maioridade de Isabel II e o início da década moderada

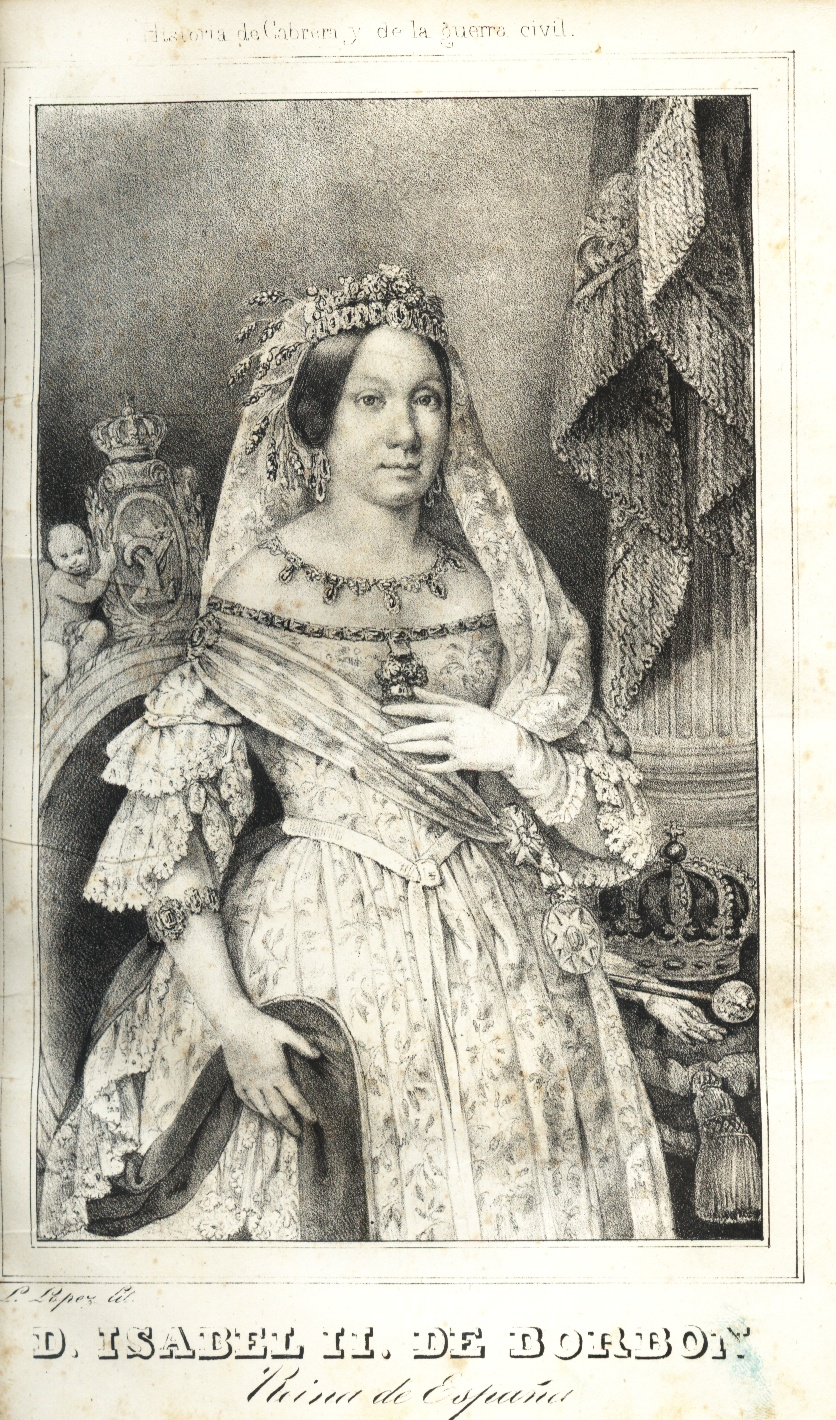
Isabel II à idade de 15 anos

O exílio de Espartero produziu um vazio político. Joaquín María López foi restituído pelas Cortes no posto de Chefe de Governo em 23 de julho e para acabar com o Senado onde os "esparteristas" tinham as maioria o dissolveu e convocou eleições para o renovar totalmente -o que violava o artigo 19 da Constituição de 1837 que só permitia fazer com um terço do mesmo-. Assim mesmo nomeou a Prefeitura e a Diputación de Madri -o que também supunha violar a Constituição- para evitar que numas eleições os "esparteristas" pudessem copar ambas instituições -López o justificou assim:«quando se briga pela existência, o princípio de conservação é o que descuella sobre todos: faz-se o que com o doente a quem se amputa para que viva»-.
Em setembro de 1843 celebraram-se eleições a Cortes nas que progressistas e moderados se apresentaram em coalizão no que se chamou "partido parlamentar", mas os moderados obtiveram mais cadeiras que os progressistas, que ademais seguiam divididos entre "temperados" e "radicais" pelo que careciam de uma única liderança. As Cortes aprovaram que Isabell II seria proclamada maior de idade antecipadamente assim que cumprisse ao mês seguinte os 13 anos de idade. Em 10 de novembro de 1843 jurou a Constituição e a seguir seguindo os usos parlamentares o governo de José María López demitiu. O encarrego de formar governo recebeu-o Salustiano de Olózaga, o líder do sector "temperado" do progresismo.

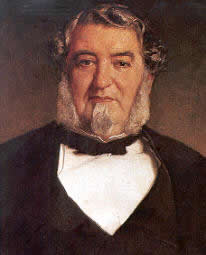
Retrato de Salustiano de Olózaga, óleo de Antonio Gisbert Pérez em 1872, Congresso dos Deputados.

O primeiro revés que sofreu o novo governo foi que seu candidato a presidir o Congresso de Diptuados, o anterior premiê Joaquín María López, foi derrotado pelo candidato do Partido Moderado Pedro José Pidal, que não só recebeu os votos de sua partida sina os do sector "radical" dos progressistas encabeçado naquele momento por Pascual Madoz e Fermín Caballero, aos que se somou o "temperado" Manuel Cortina. Quando se apresentou a segunda dificuldade, sacar adiante a Lei de Prefeituras, Olózaga recorreu à rainha para que dissolvesse as Cortes e convocasse novas eleições que lhe proporcionassem uma Câmara adicta, em vez de apresentar o despedimento ao ter perdido a confiança das Cortes. Foi então quando se produziu o "incidente Olózaga" que conmocionó a vida política já que o presidente do governo foi acusado pelos moderados de ter forçado à rainha a assinar os decretos de dissolução e convocação de Cortes. Olózaga apesar de proclamar sua inocência não teve mais remédio que demitir e o novo presidente foi o moderado Luis González Bravo que convocou eleições para janeiro de 1844 com o acordo dos progressistas, apesar de que o governo nada mais chegar ao poder a princípios de dezembro tinha voltado a pôr em vigor a Lei de Prefeituras de 1840 -que tinha dado lugar à progressista "revolução de 1840" que terminou com a regencia de María Cristina e a assunção da mesma pelo general Espartero-.
As eleições de janeiro de 1844 foram ganhadas pelos moderados, o que provocou levantamentos progressistas em várias províncias em fevereiro e março denunciando a influência do governo nas mesmas. Assim os líderes progressistas Cortina, Madoz e Caballero foram encarcerados durante seis meses -Olózaga não foi detido porque se encontrava em Lisboa e Joaquín María López permaneceu escondido até que seus colegas saíram de prisão-. Em maio o general Narváez assumiu a presidência do governo, inaugurando a chamada Década moderada (1844-1854), dez anos nos que o Partido Moderado detentó em exclusiva o poder graças ao apoio da Coroa, sem que os progressistas tivessem a mais mínima oportunidade para aceder ao governo.